# Negastrn
Negastrn je naselje v Občini Moravče.